# Ensifera
Ensifera là một phân bộ của bộ Orthoptera, gồm côn trùng thường được gọi là dế mèn và họ Muỗm. "Ensifer" có nghĩa là "người mang thanh kiếm" trong tiếng Latin và đề cập đến cơ quan đẻ trứng kéo dài và giống như lưỡi dao điển hình của cá thể cái.

## Các loài
Phân bộ Ensifera là một phân bộ lớn và được chia thành:
- Liên họ Grylloidea
  - Gryllidae - dế mèn
  - Gryllotalpidae - dế trũi
  - Mogoplistidae
  - Myrmecophilidae - ant crickets
- Liên họ Hagloidea
  - Prophalangopsidae
- Liên họ Rhaphidophoroidea
  - Rhaphidophoridae - camel crickets, cave crickets, cave wetas
- Liên họ Schizodactyloidea
  - Schizodactylidae - dune crickets
- Liên họ Stenopelmatoidea
  - Anostostomatidae - wetas, king crickets
  - Cooloolidae
  - Gryllacrididae - leaf-rolling crickets
  - Stenopelmatidae - Jerusalem crickets
- Liên họ Tettigonioidea (hoặc Tettigoniidae) - katydids, koringkrieks
  - Họ Haglotettigoniidae
  - Họ Tettigoniidae: họ Muỗm
- Liên họ chưa xác định
  - Elcanidea
  - Oedischiidea

## Hình ảnh

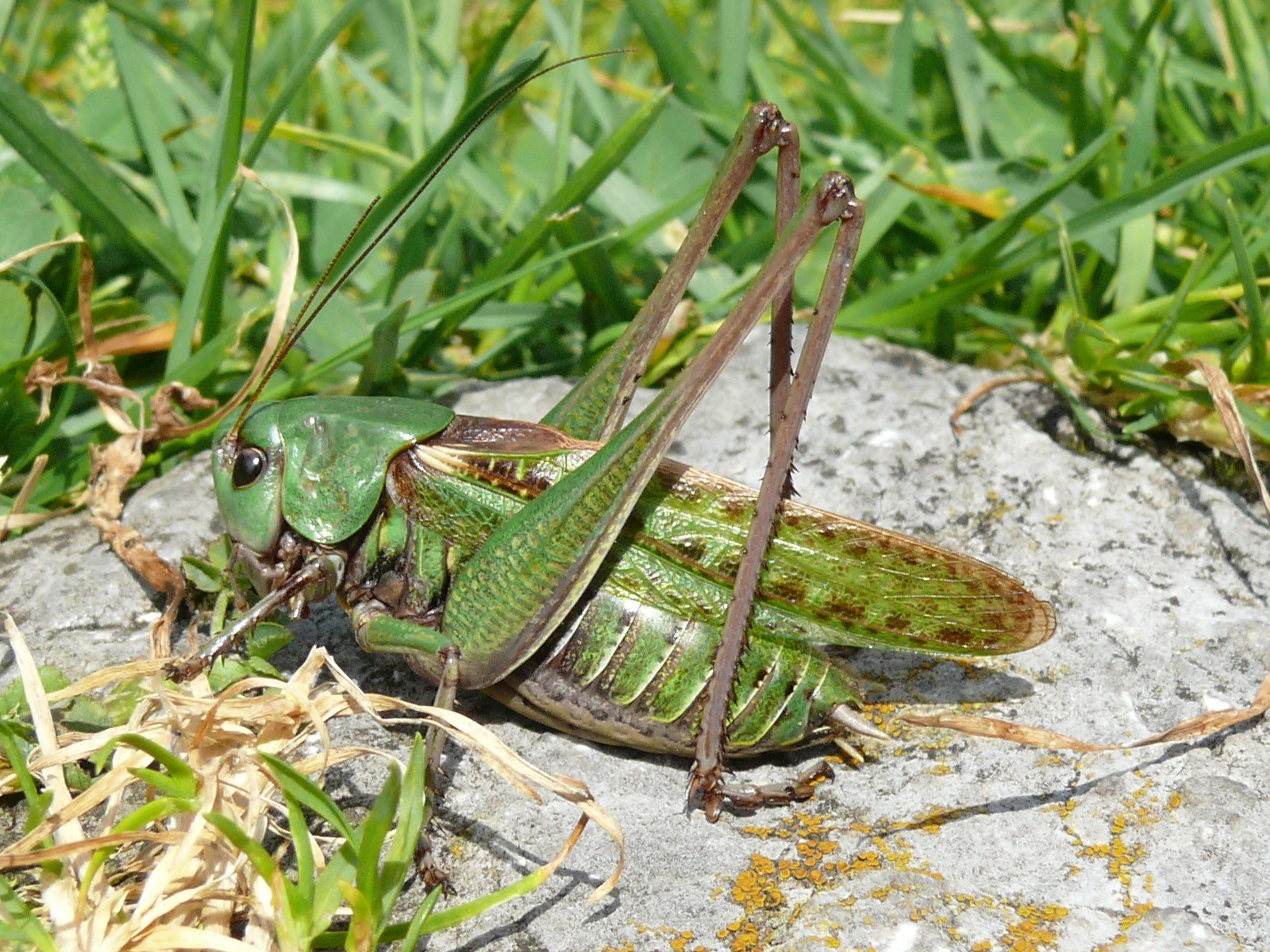
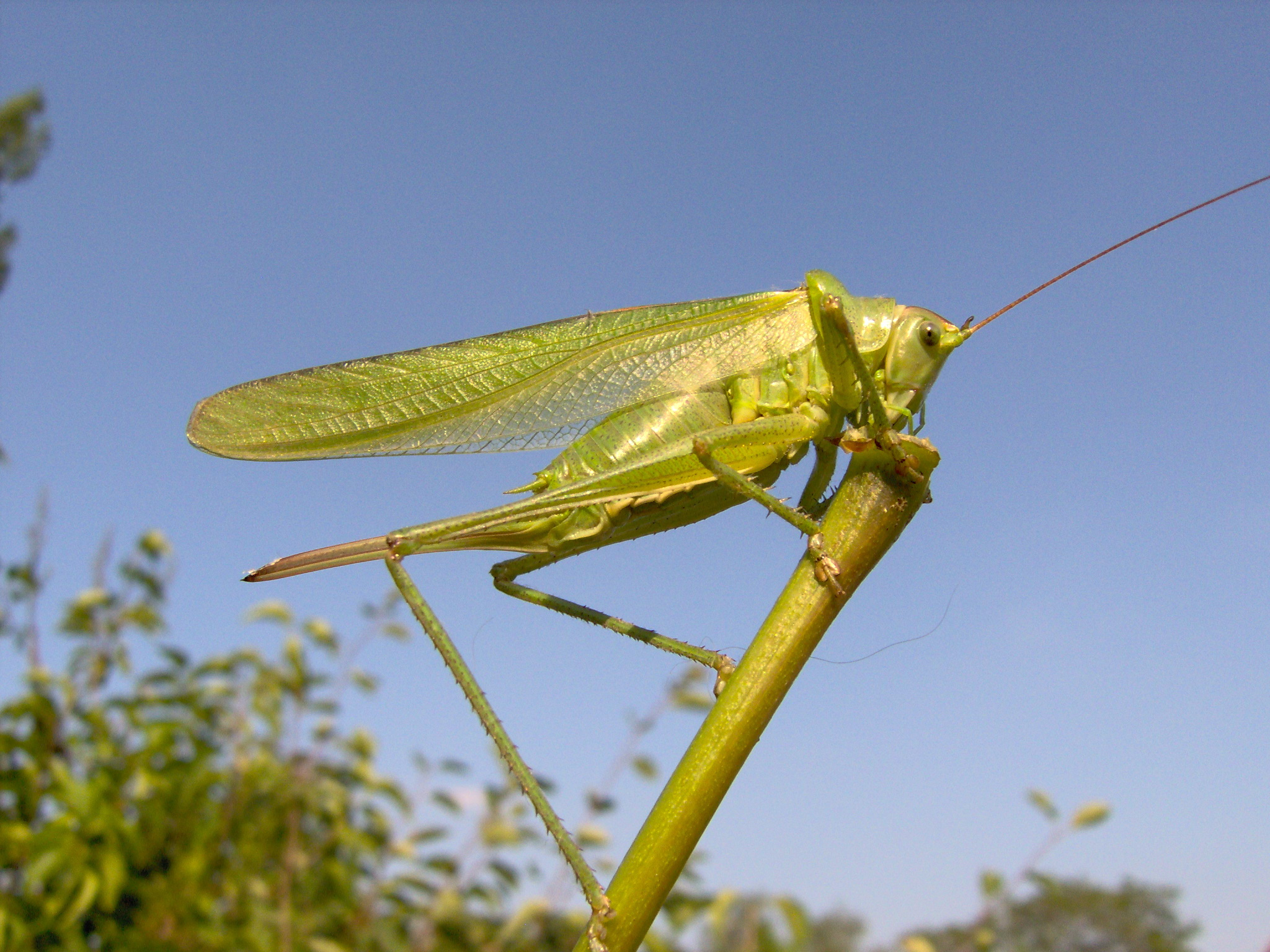
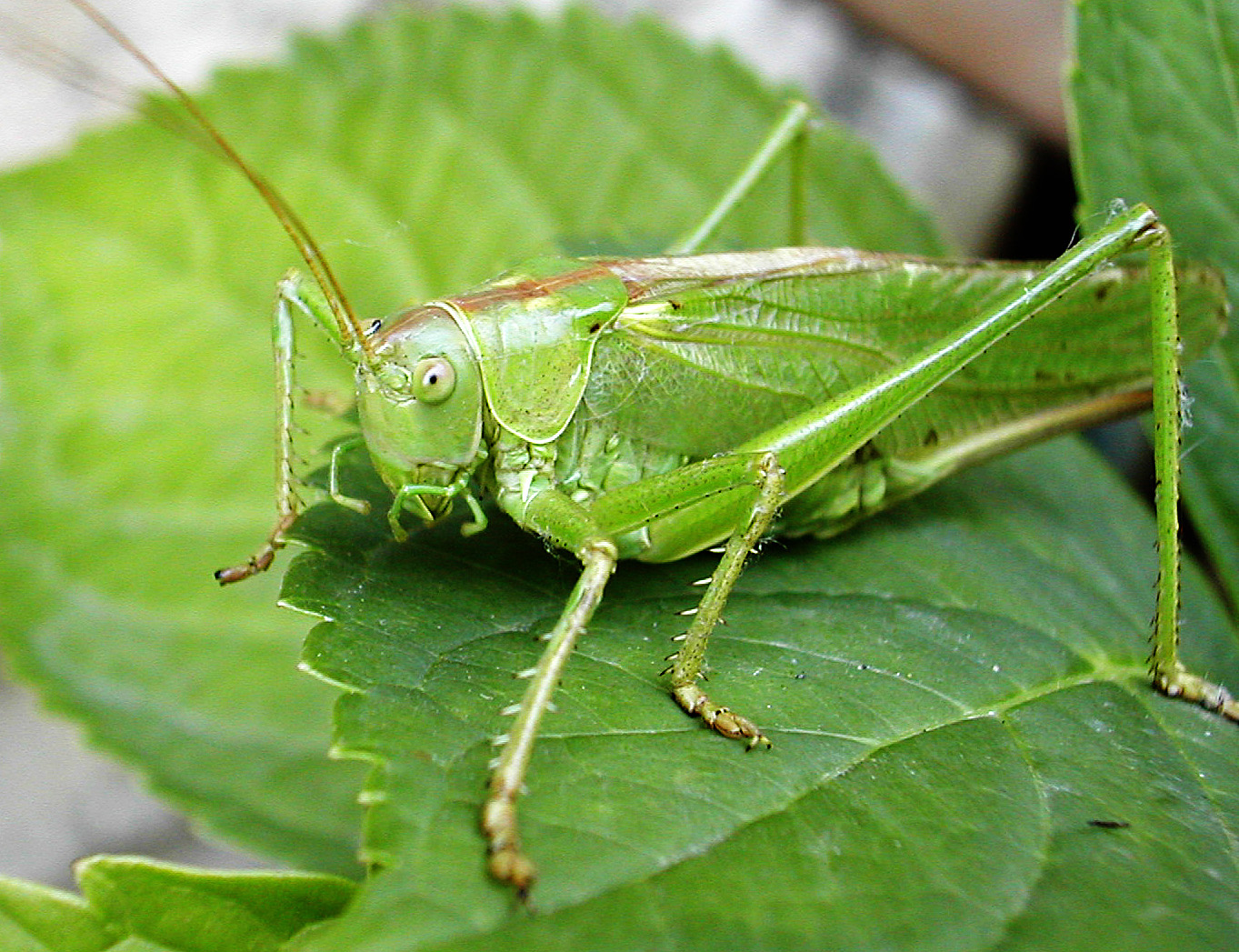
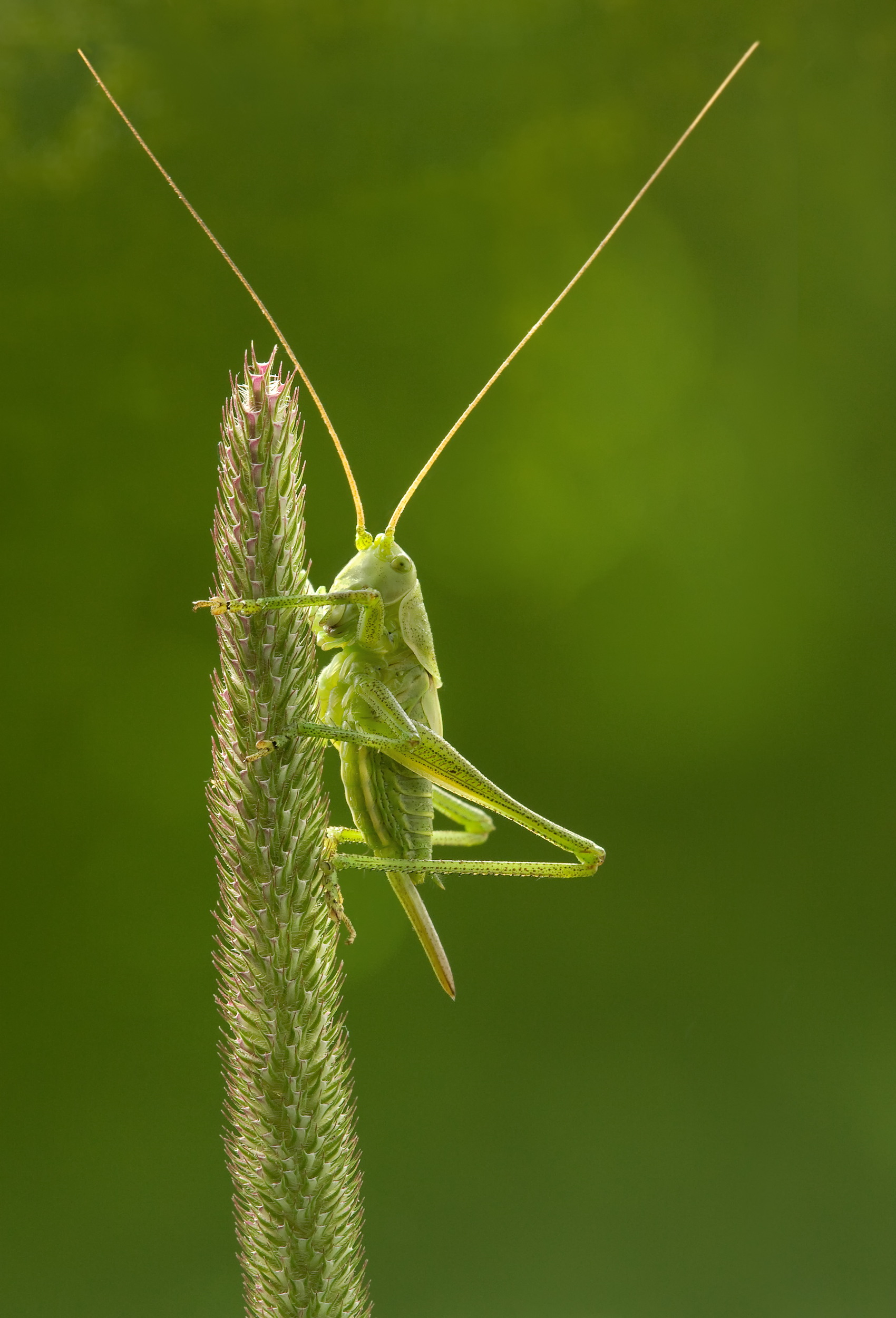
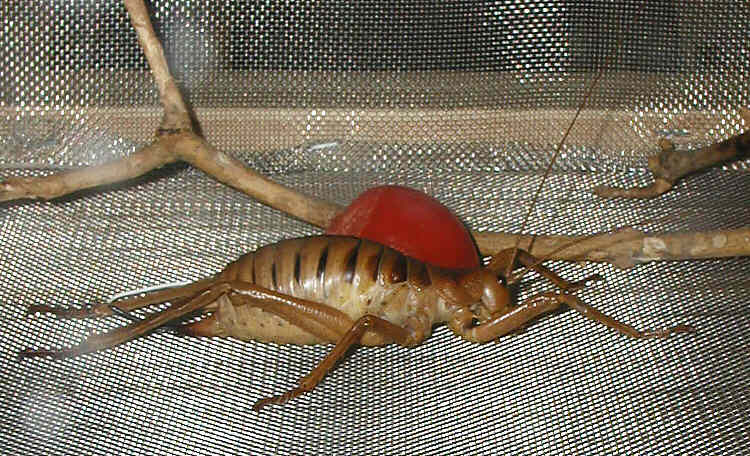
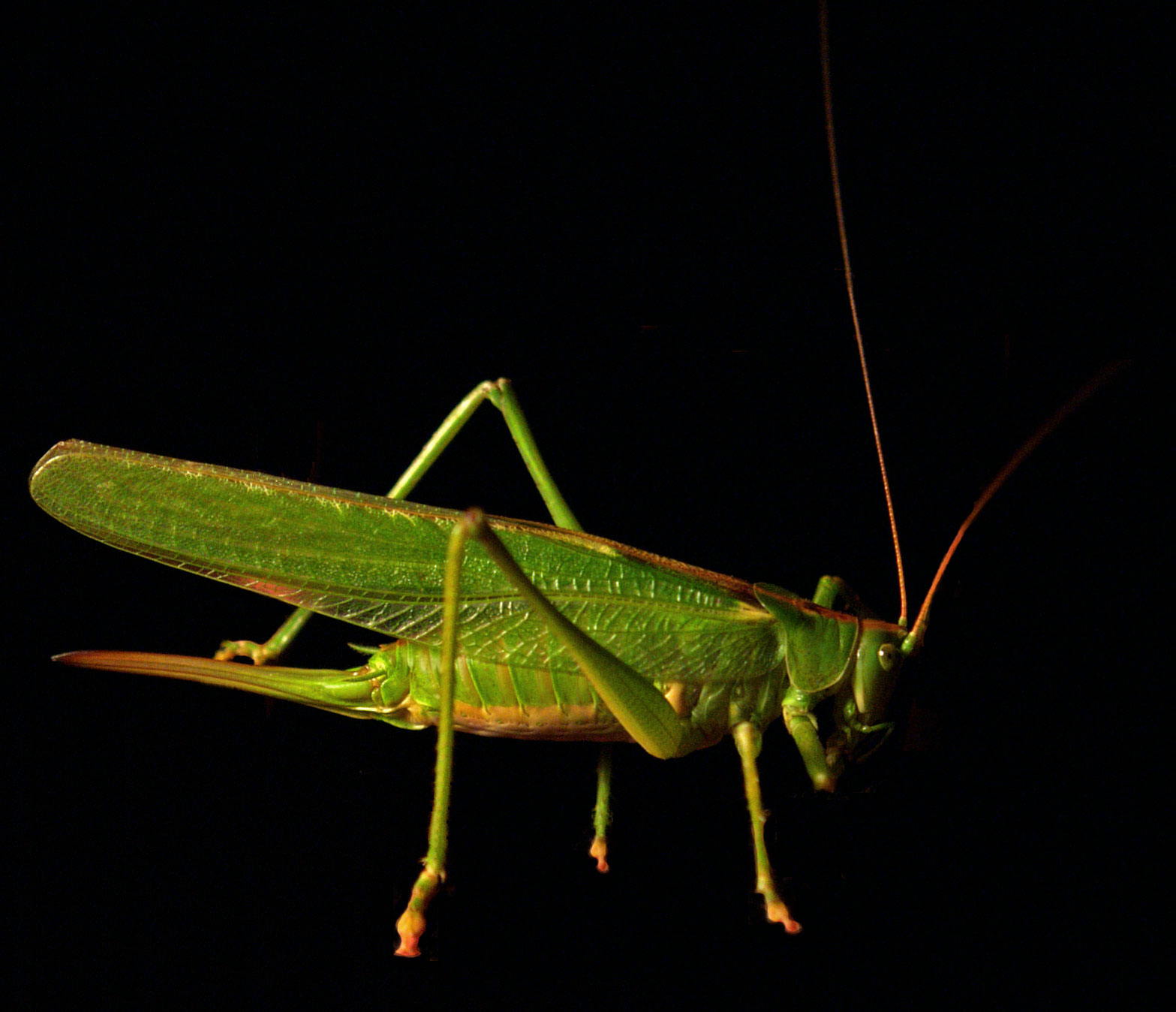
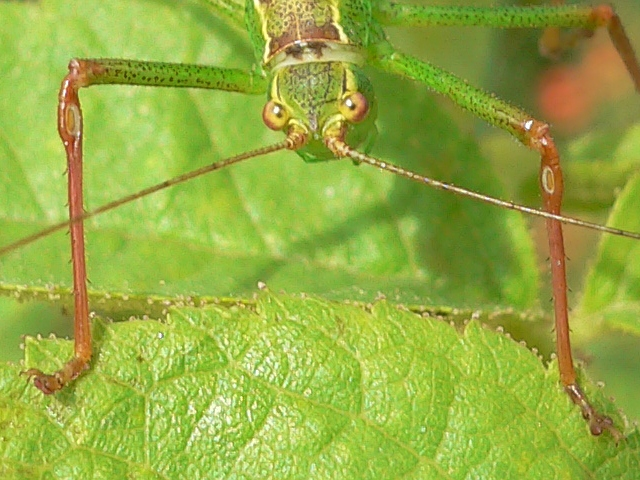